# Оксогипонитрит натрия
Оксогипонитрит натрия (соль Анджели) — неорганическое соединение
натрия, азота и кислорода
(натриевая соль нитрогидроксамовой кислоты)
с формулой Na2(ONNO2),
бесцветные кристаллы,
растворяется в воде,
образует кристаллогидраты.

## История
- Соединение впервые синтезировано Анджело Анджели[англ.] в 1896 году.

## Получение
- Растворение натрия в растворе хлорида гидроксиламмония в теплом абсолютном спирте с последующем добавлением этилнитрата:

{\displaystyle {\mathsf {[NH_{3}OH]Cl+3C_{2}H_{5}ONa+C_{2}H_{5}ONO_{2}\ \xrightarrow {t^{o}} \ Na_{2}(ONNO_{2})\downarrow +NaCl+4C_{2}H_{5}OH}}}

## Физические свойства
Оксогипонитрит натрия образует бесцветные кристаллы.
Хорошо растворяется в воде.
Не растворяется в этаноле и эфире.
Образует кристаллогидрат состава Na2(ONNO2)•H2O, который теряет воду при 120°С — бесцветные кристаллы
ромбической сингонии,
пространственная группа P bcm,
параметры ячейки a = 0,6359 нм, b = 0,9765 нм, c = 0,6677 нм, Z = 4
.
Анион имеет плоскую структуру и содержит связь N=N.

## Химические свойства
- В водных растворах быстро окисляется:

{\displaystyle {\mathsf {2Na_{2}(ONNO_{2})+O_{2}\ {\xrightarrow {}}\ 4NaNO_{2}}}}